# Bundestagswahlkreis Krefeld II – Wesel II
Der Bundestagswahlkreis Krefeld II – Wesel II (Wahlkreis 113; bis zur Bundestagswahl 2021 Wahlkreis 114) ist ein Wahlkreis in Nordrhein-Westfalen für die Wahlen zum Deutschen Bundestag. Er umfasst die Städte Moers und Neukirchen-Vluyn aus dem Kreis Wesel sowie den nördlichen Teil der kreisfreien Stadt Krefeld mit den Stadtbezirken Nord, Hüls, Mitte und Ost. Von 2002 bis 2017 wurde der Wahlkreis stets vom jeweiligen Kandidaten der SPD gewonnen. Nur 2017 gewann Kerstin Radomski, Wahlkreiskandidatin der CDU, das Direktmandat. Zur Bundestagswahl 2021 gewann wieder ein Kandidat der SPD, Jan Dieren.

## Wahlkreisgeschichte
Der Wahlkreis wurde zur Bundestagswahl 2002 aus Teilen der ehemaligen Wahlkreise Krefeld und Wesel II neu eingerichtet. Die Aufteilung der Stadt Krefeld auf die zwei Wahlkreise 111 Krefeld I – Neuss II und 115 Krefeld II – Wesel II sorgte in Krefeld für großen Unmut. Von verschiedenen Seiten wurde Klage vor dem Bundesverfassungsgericht gegen diese Wahlkreiseinteilung erhoben, die jedoch alle abgewiesen wurden. Zur Bundestagswahl 2013 änderte sich die Wahlkreisnummer von 115 zu 114 und zur Bundestagswahl 2025 zu 113.

## Wahlkreisabgeordnete
| Wahl | Abgeordneter | Abgeordneter     | Partei | Stimmen in % |
| ---- | ------------ | ---------------- | ------ | ------------ |
| 2002 |              | Siegmund Ehrmann | SPD    | 51,5         |
| 2005 | 50,7         | Siegmund Ehrmann | SPD    |              |
| 2009 | 39,6         | Siegmund Ehrmann | SPD    |              |
| 2013 | 41,5         | Siegmund Ehrmann | SPD    |              |
| 2017 |              | Kerstin Radomski | CDU    | 36,8         |
| 2021 |              | Jan Dieren       | SPD    | 35,2         |
| 2025 |              | Kerstin Radomski | CDU    | 32,0         |

## Wahlergebnisse

### Bundestagswahl 2025
| Kandidaten                                             | Kandidaten                    | Parteien/Listen       | Erststimmen | Erststimmen | Zweitstimmen | Zweitstimmen |
| Kandidaten                                             | Kandidaten                    | Parteien/Listen       | Stimmen     | %           | Stimmen      | %            |
| ------------------------------------------------------ | ----------------------------- | --------------------- | ----------- | ----------- | ------------ | ------------ |
|                                                        | Jan Dieren                    | SPD                   | 41.999      | 30,2        | 31.212       | 22,4         |
|                                                        | Kerstin Radomskigewählt im WK | CDU                   | 44.412      | 32,0        | 40.194       | 28,8         |
|                                                        | Ulle Schauws                  | Bündnis 90/Die Grünen | 12.133      | 8,7         | 15.368       | 11,0         |
|                                                        | Florian Philipp Ott           | FDP                   | 4.841       | 3,5         | 6.629        | 4,8          |
|                                                        | Hauke Finger                  | AfD                   | 23.421      | 16,9        | 23.203       | 16,6         |
|                                                        | Edith Bartelmus-Scholich      | Die Linke             | 8.552       | 6,2         | 11.210       | 8,0          |
|                                                        | Stephan Töpfer                | Freie Wähler          | 1.829       | 1,3         | 729          | 0,5          |
|                                                        | –                             | Tierschutzpartei      | –           | –           | 1.927        | 1,4          |
|                                                        | –                             | dieBasis              | –           | –           | 278          | 0,2          |
|                                                        | –                             | Die PARTEI            | –           | –           | 856          | 0,6          |
|                                                        | –                             | Todenhöfer            | –           | –           | 259          | 0,2          |
|                                                        | Benjamin Klappan              | Volt                  | 1.782       | 1,3         | 805          | 0,6          |
|                                                        | –                             | MLPD                  | –           | –           | 65           | 0,0          |
|                                                        | –                             | PdF                   | –           | –           | 221          | 0,2          |
|                                                        | –                             | Bündnis Deutschland   | –           | –           | 155          | 0,1          |
|                                                        | –                             | BSW                   | –           | –           | 6.128        | 4,4          |
|                                                        | –                             | MERA25                | –           | –           | 71           | 0,1          |
|                                                        | –                             | WerteUnion            | –           | –           | 81           | 0,1          |
| Gesamt                                                 | Gesamt                        | Gesamt                | 138.969     | 100         | 139.391      | 100          |
|                                                        |                               |                       |             |             |              |              |
| Ungültige Stimmen                                      | Ungültige Stimmen             | Ungültige Stimmen     | 1.253       | 0,9         | 831          | 0,6          |
| Wähler                                                 | Wähler                        | Wähler                | 140.222     | 80,9        | 140.222      | 80,9         |
| Wahlberechtigte                                        | Wahlberechtigte               | Wahlberechtigte       | 173.314     |             | 173.314      |              |
|                                                        |                               |                       |             |             |              |              |
| Quellen: Die Bundeswahlleiterin, Kandidaten – Ergebnis |                               |                       |             |             |              |              |

### Bundestagswahl 2021
| Kandidaten                                            | Kandidaten              | Parteien/Listen      | Erststimmen | Erststimmen | Zweitstimmen | Zweitstimmen |
| Kandidaten                                            | Kandidaten              | Parteien/Listen      | Stimmen     | %           | Stimmen      | %            |
| ----------------------------------------------------- | ----------------------- | -------------------- | ----------- | ----------- | ------------ | ------------ |
|                                                       | Kerstin Radomski        | CDU                  | 37.033      | 28,4        | 32.316       | 24,7         |
|                                                       | Jan Dierengewählt im WK | SPD                  | 45.852      | 35,2        | 41.476       | 31,8         |
|                                                       | Michael Terwiesche      | FDP                  | 10.954      | 8,4         | 14.899       | 11,4         |
|                                                       | Hauke Finger            | AfD                  | 9.077       | 7,0         | 9.189        | 7,0          |
|                                                       | Ursula Schauws          | GRÜNE                | 17.398      | 13,4        | 19.539       | 15,0         |
|                                                       | Sebastian Schubert      | DIE LINKE            | 4.100       | 3,1         | 4.703        | 3,6          |
|                                                       | Carsten Butterwegge     | Die PARTEI           | 2.863       | 2,2         | 1.507        | 1,2          |
|                                                       | –                       | Tierschutzpartei     | –           | –           | 1.915        | 1,5          |
|                                                       | –                       | PIRATEN              | –           | –           | 506          | 0,4          |
|                                                       | Hans-Günther Schmitz    | FREIE WÄHLER         | 1.186       | 0,9         | 818          | 0,6          |
|                                                       | –                       | NPD                  | –           | –           | 103          | 0,1          |
|                                                       | –                       | ÖDP                  | –           | –           | 70           | 0,1          |
|                                                       | –                       | V-Partei³            | –           | –           | 89           | 0,1          |
|                                                       | –                       | Gesundheitsforschung | –           | –           | 143          | 0,1          |
|                                                       | Genja Raboteau          | MLPD                 | 125         | 0,1         | 78           | 0,1          |
|                                                       | –                       | Die Humanisten       | –           | –           | 113          | 0,1          |
|                                                       | –                       | DKP                  | –           | –           | 27           | 0,0          |
|                                                       | –                       | SGP                  | –           | –           | 16           | 0,0          |
|                                                       | Lars Christian Kosma    | dieBasis             | 1.698       | 1,3         | 1.362        | 1,0          |
|                                                       | –                       | Bündnis C            | –           | –           | 88           | 0,1          |
|                                                       | –                       | du.                  | –           | –           | 71           | 0,1          |
|                                                       | –                       | LIEBE                | –           | –           | 189          | 0,1          |
|                                                       | –                       | LKR                  | –           | –           | 38           | 0,0          |
|                                                       | –                       | PdF                  | –           | –           | 41           | 0,0          |
|                                                       | –                       | LfK                  | –           | –           | 119          | 0,1          |
|                                                       | –                       | Team Todenhöfer      | –           | –           | 969          | 0,7          |
|                                                       | –                       | Volt                 | –           | –           | 232          | 0,2          |
| Gesamt                                                | Gesamt                  | Gesamt               | 130.286     | 100         | 130.616      | 100          |
|                                                       |                         |                      |             |             |              |              |
| Ungültige Stimmen                                     | Ungültige Stimmen       | Ungültige Stimmen    | 1.378       | 1,0         | 1.048        | 0,8          |
| Wähler                                                | Wähler                  | Wähler               | 131.664     | 74,9        | 131.664      | 74,9         |
| Wahlberechtigte                                       | Wahlberechtigte         | Wahlberechtigte      | 175.852     |             | 175.852      |              |
|                                                       |                         |                      |             |             |              |              |
| Quellen: Die Bundeswahlleiterin, Kandidaten – Stimmen |                         |                      |             |             |              |              |

### Bundestagswahl 2017
Amtliches Ergebnis der Bundestagswahl 2017:
| Direktkandidat         | Partei                | Erststimmen in % | Zweitstimmen in % |
| ---------------------- | --------------------- | ---------------- | ----------------- |
| Kerstin Radomski       | CDU                   | 37,0             | 30,9              |
| Elke Buttkereit        | SPD                   | 32,0             | 27,7              |
| Florian Philipp Ott    | FDP                   | 8,2              | 13,6              |
| Peter Müller           | AfD                   | 8,5              | 9,2               |
| Manfred Büddemann      | DIE LINKE             | 5,6              | 7,6               |
| Ursula Schauws         | Bündnis 90/Die Grünen | 6,1              | 7,0               |
| Richard Jörg Jansen    | Die PARTEI            | 1,4              | 0,9               |
| Jochen Lobnig          | PIRATEN               | 1,1              | 0,5               |
| Elisabeth Wannenmacher | MLPD                  | 0,2              | 0,1               |
|                        | Sonstige              |                  | 2,3               |

### Bundestagswahl 2013
Amtliches Ergebnis der Bundestagswahl 2013:
| Direktkandidat     | Partei                | Erststimmen in % | Zweitstimmen in % |
| ------------------ | --------------------- | ---------------- | ----------------- |
| Siegmund Ehrmann   | SPD                   | 41,5             | 34,6              |
| Kerstin Radomski   | CDU                   | 40,1             | 36,9              |
| Michael Terwiesche | FDP                   | 2,5              | 5,6               |
| Ursula Schauws     | Bündnis 90/Die Grünen | 5,3              | 7,3               |
| Gabriele Kaenders  | Die Linke             | 5,4              | 6,6               |
| Peter Klein        | PIRATEN               | 2,4              | 2,1               |
| Klaus Wallenstein  | MLPD                  | 0,2              | 0,1               |
| Philippe Bodewig   | NPD                   | 1,6              | 1,1               |
|                    | Sonstige              |                  | 1,8               |

### Bundestagswahl 2009
| Direktkandidat     | Partei           | Erststimmen in % | Zweitstimmen in % | Bundestagswahl 2005 Zweitstimmen in % |
| ------------------ | ---------------- | ---------------- | ----------------- | ------------------------------------- |
| Siegmund Ehrmann   | SPD              | 39,6             | 32,0              | 43,8                                  |
| Kerstin Radomski   | CDU              | 35,1             | 30,4              | 30,6                                  |
| Michael Terwiesche | FDP              | 8,7              | 14,2              | 10,1                                  |
| Ulle Schauws       | GRÜNE            | 7,4              | 9,9               | 7,7                                   |
| Wolfgang Klinger   | Die Linke.       | 7,9              | 8,9               | 5,1                                   |
| –                  | REP              | –                | 0,2               | 0,3                                   |
| –                  | Tierschutzpartei | –                | 0,7               | 0,5                                   |
| Matthias Halmanns  | NPD              | 1,1              | 0,9               | 0,7                                   |
| –                  | Familie          | –                | 0,4               | 0,4                                   |
| –                  | PIRATEN          | –                | 1,6               | -                                     |
| –                  | RENTNER          | –                | 0,4               | -                                     |
| –                  | Zentrum          | –                | 0,1               | 0,0                                   |
| –                  | BüSo             | –                | 0,0               | 0,0                                   |
| –                  | Volksabstimmung  | –                | 0,1               | 0,1                                   |
| Klaus Wallenstein  | MLPD             | 0,2              | 0,1               | 0,1                                   |
| –                  | PSG              | –                | 0,0               | 0,0                                   |
| –                  | RRP              | –                | 0,1               | -                                     |
| –                  | ödp              | –                | 0,1               | -                                     |
| –                  | DVU              | –                | 0,1               | -                                     |